# Савино Дель Бене (волейбольный клуб)
«Савино Дель Бене» (Savino Del Bene) — итальянский женский волейбольный клуб из Скандиччи. 

## Достижения
- серебряный (2024) и 4-кратный бронзовый (2018, 2019, 2023, 2025) призёр чемпионатов Италии.
- серебряный призёр Лиги чемпионов ЕКВ 2025.
- победитель розыгрыша Кубка Европейской конфедерации волейбола 2023.
- победитель розыгрыша Кубка вызова ЕКВ 2022.

## История
В 1969 году в структуре спортивного клуба «Скандиччи» была образована женская волейбольная команда. В 1974—1976 она («Вальданья») трижды подряд становилась чемпионом Италии. Позже дела команды пошли на спад и она переместилась в низшие дивизионы чемпионата страны.
Волейбольный клуб «Савино Дель Бене» был создан в 2012 году путём слияния двух структур — ВК «Савино Дель Бене» и «Волейбол Скандиччи». От первой из них новый клуб наследовал большую часть корпоративной структуры и спонсорство в лице крупной итальянской транспортной компании «Савино Дель Бене», от второй — место в серии В1 чемпионата Италии.
В 2012—2013 «Савино Дель Бене» выступает в серии В1, в 2013—2014 — в серии А2, а в 2014 приобретает права на участие в серии А1 чемпионата страны у клуба из Фрозиноне и переходит в главный дивизион итальянского клубного волейбола.
Первый успех в серии А1 к команде из Скандиччи пришёл в 2018 году, когда в регулярном первенстве она стала второй, дойдя затем до полуфинала плей-офф. В сезоне 2018—2019 «Савино Дель Бене» играл в полуфиналах как в чемпионате, так и в Кубке Италии, а также дебютировал в Лиге чемпионов ЕКВ, выйдя в четвертьфинал, где уступил турецкому «Фенербахче». До четвертьфинальной стадии главного клубного турнира Европы волейболистки Скандиччи доходили также в 2020 и 2021 годах. В 2021—2022, участвуя в розыгрыше Кубка вызова ЕКВ, «Савино Дель Бене» в 10 проведённых матчах не потерпели ни одного поражения, а в финале не оставили шансов испанской «Саная Либбис Ла-Лагуне».
В сезоне 2022/23 команда «Савино Дель Бене» дошла до полуфинала чемпионата Италии и выиграла Кубка Европейской конфедерации волейбола. В 2024 волейболистки из Скандиччи впервые вышли в финал итальянского чемпионата, где уступили гегемону национального волейбола Италии — команде «Имоко Воллей» 1-3 в серии. Годом позже «Савино Дель Бене» дошла до финала Лиги чемпионов ЕКВ, проиграв в решающем матче главного клубного турнира Европы команде «Имоко Воллей» 0:3. 

## Волейбольный клуб «Савино Дель Бене»
- Президент — Серджо Бадзурро.
- Вице-президент — Лучано Чофи.
- Генеральный директор — Франческо Паолетти.
- Менеджер команды — Симона Музумечи.

## Арена

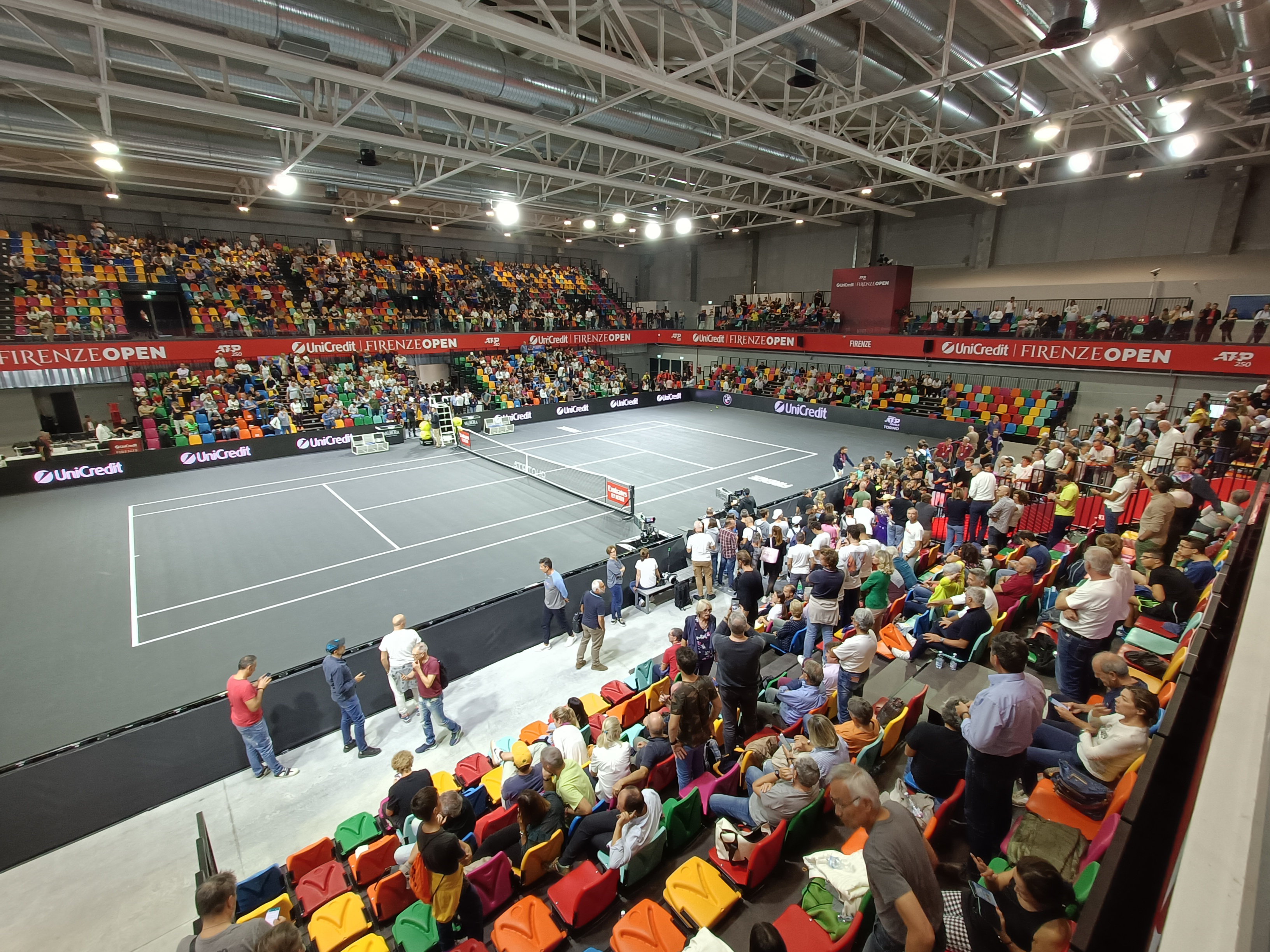
Palazzo Wanny

Домашние матчи команда проводит во Флоренции в «Palazzo Wanny». Вместимость — 5000 зрителей. Открыт в 2022 году. Дворец используется и для спортивных соревнований. 
До 2022 домашней ареной команды служил Дворец спорта в Скандиччи

## Сезон 2024—2025

### Переходы
Пришли: Б.Кастильо, Б.Паррокьяле, К.Баджема (все — «Веро Воллей Милано»), А.Котикова («Волеро Ле-Канне»), Э.Грациани («Иль Бизонте Фиренце»), И.Байенс («Шверинер-Палмберг», Германия), К.Мингарди («Мегабокс Валлефолья»), Дж. Дженнари («Бергамо»), главный тренер С.Антига («ПГЭ Рысице», Польша).
Ушли: Чжу Тин, Э.Мерло, Х.Вашингтон, Ф.Виллани, С.Альберти, И.Ди Юлио, М.Армини, Б.Диоп, А.Гай, главный тренер М.Барболини.

### Состав
| №  | Имя, фамилия                  | Год рождения | Рост | Амплуа      | Гражданство              |
| -- | ----------------------------- | ------------ | ---- | ----------- | ------------------------ |
| 4  | Бритт Херботс                 | 1999         | 182  | нападающая  | Бельгия                  |
| 5  | Бренда Кастильо               | 1992         | 167  | либеро      | Доминиканская Республика |
| 6  | Линдси Раддинс                | 1997         | 191  | нападающая  | США                      |
| 7  | Анна Котикова                 | 1999         | 186  | нападающая  | Россия                   |
| 10 | Майя Огненович                | 1984         | 183  | связующая   | Сербия                   |
| 11 | Беатриче Паррокьяле           | 1995         | 167  | либеро      | Италия                   |
| 12 | Кара Баджема                  | 1998         | 188  | нападающая  | США                      |
| 13 | Эмма Грациани                 | 2002         | 190  | центральная | Италия                   |
| 14 | Линда Нвакалор                | 2002         | 186  | центральная | Италия                   |
| 15 | Ана Каролина да Силва (Карол) | 1991         | 183  | центральная | Бразилия                 |
| 16 | Инди Байенс                   | 2001         | 193  | центральная | Нидерланды               |
| 17 | Екатерина Антропова           | 2003         | 202  | нападающая  | Италия                   |
| 18 | Камилла Мингарди              | 1997         | 182  | нападающая  | Италия                   |
| 23 | Джулия Дженнари               | 1996         | 184  | связующая   | Италия                   |

- Главный тренер — Марко Гаспари
- Тренеры —  Шандор Кантор, Андреа Панцери.